# 我的祖國 (史麥塔納)
《我的祖国》（捷克語：Má vlast）是捷克作曲家贝德里赫·斯美塔那在1874年－1879年间完成的交响诗作品，是由六首色彩繽紛而富戲劇性的管絃樂曲所组成。尽管这六部份乐章常被认定为一个整体而演奏（其中包括著名的《伏尔塔瓦河》），它的每个乐章其实是独立作品。每部分在1875年至1880年都独自举办了首演。真正六部份合一的完整“首演”直到1882年11月5日才在布拉格举行。
根据弗朗茨·李斯特开创的交响诗音乐形式，斯美塔那在这部作品中展现了19世纪末期兴起的民族主义音乐（國民樂派）风格。每一个章节都描绘出波希米亚地区的乡间景象、本土历史或者故事传说。整首曲子以民謡曲風充塞其中，反應出波西米亞的歷史、傳統和地貌，藉以抒發他的愛國至誠。

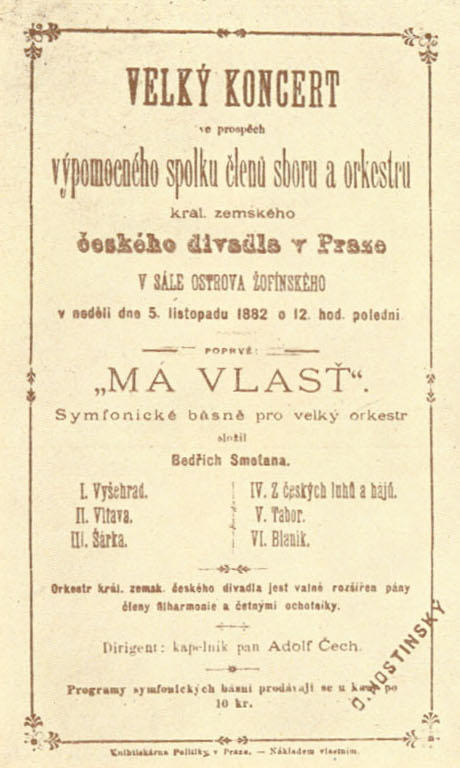
第一次公演的海报

高堡是波西米亞王室的一座古堡，亦為從前波西米亞王室根據地布拉格之扼守鎮錀，由此可俯瞰滾滾的莫爾道河。每當吟遊詩人的竪琴樂音在耳邊響起時，總讓史麥塔納和聆聽者憶起往昔捷克民族傲人的英雄事跡及榮耀。全曲大體上是以奏鳴曲式展現，王室殞落后的悲情被呈現部分的主題喚醒，而再現部的樂章則更添悲悽哀愁。
1952年起的每年5月12日，也就是贝多伊齐的忌日，捷克布拉格都会举办布拉格之春国际音乐节，其传统开场曲目就是《我的祖国》。

## 創作背景

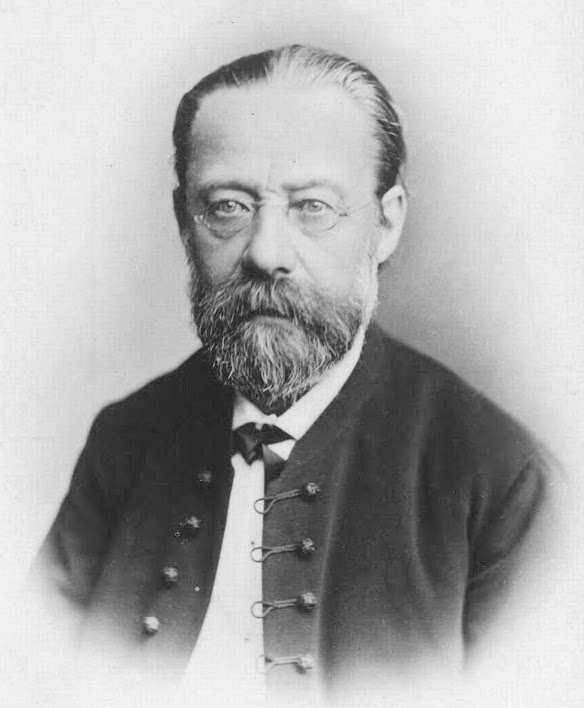
1878年的斯美塔那

1843年起史麥塔納來到布拉格從事音樂行業，當時的他受到了布拉格音樂學院諸多前輩的指導，其中對他影響最大的是弗朗茨·李斯特。1848年，史麥塔納參加1848年革命中的奧地利革命，從而堅定了他認為捷克將獨立的信念。1856年他轉輾至瑞典的哥德堡市，直到1861年才歸國。在這段流亡期間他寫了三組交響詩，分別為：《理查三世》（1857年 - 1858年）、《華倫斯坦的營地》（1858年 - 1859年）、《哈孔伯爵》（1861年 - 1862年），這三組的國民樂派風格還不明顯。歸國後的史麥塔納逐漸在布拉格享有了越來越多的名聲，而他也在1866年接掌布拉格國民歌劇院指揮後進行實驗性的歌劇創作。九部歌劇如下：一個布蘭登堡人在波西米亞（1863）、被出賣的新嫁娘（1864）、達利波（1867）、莉布丝公主（1868-1872）、兩位寡婦（1874）、吻（1876）、秘密（1878）、魔鬼牆（1882）、薇奧拉（1884年，未完成）。這些帶有強烈民族色彩歌劇的創作經驗逐漸使史麥塔納在國民樂派的技巧達到爐火純青。終於，史麥塔納在1874至1879年完成了捷克國民樂派音樂史上的里程碑作品《我的祖國》。

## 分析
全篇交響詩共六章，第一章與第三章回顧了本民族的傳說，是一部分。第二章與第四章，描繪了波西米亞的自然風格，是爲另一部分。而第五章與第六章則象徵了血淋淋的民族獨立戰爭史，體現出捷克人對獨立的民族國家的盼望。
全曲约74分钟，其中第一章约14分钟，第二章约12分钟，第三章约10分钟，第四章约13分钟，第五章约12分钟，第六章约13分钟。

### 配器
全曲部分：短笛、长笛、双簧管、单簧管，低音管、法國號、小号、长号、大号、定音鼓、钹、絃樂團
第一章與第二章：竖琴
僅第二章：大鼓
除第五章以外：三角鐵

### 結構

#### 高堡

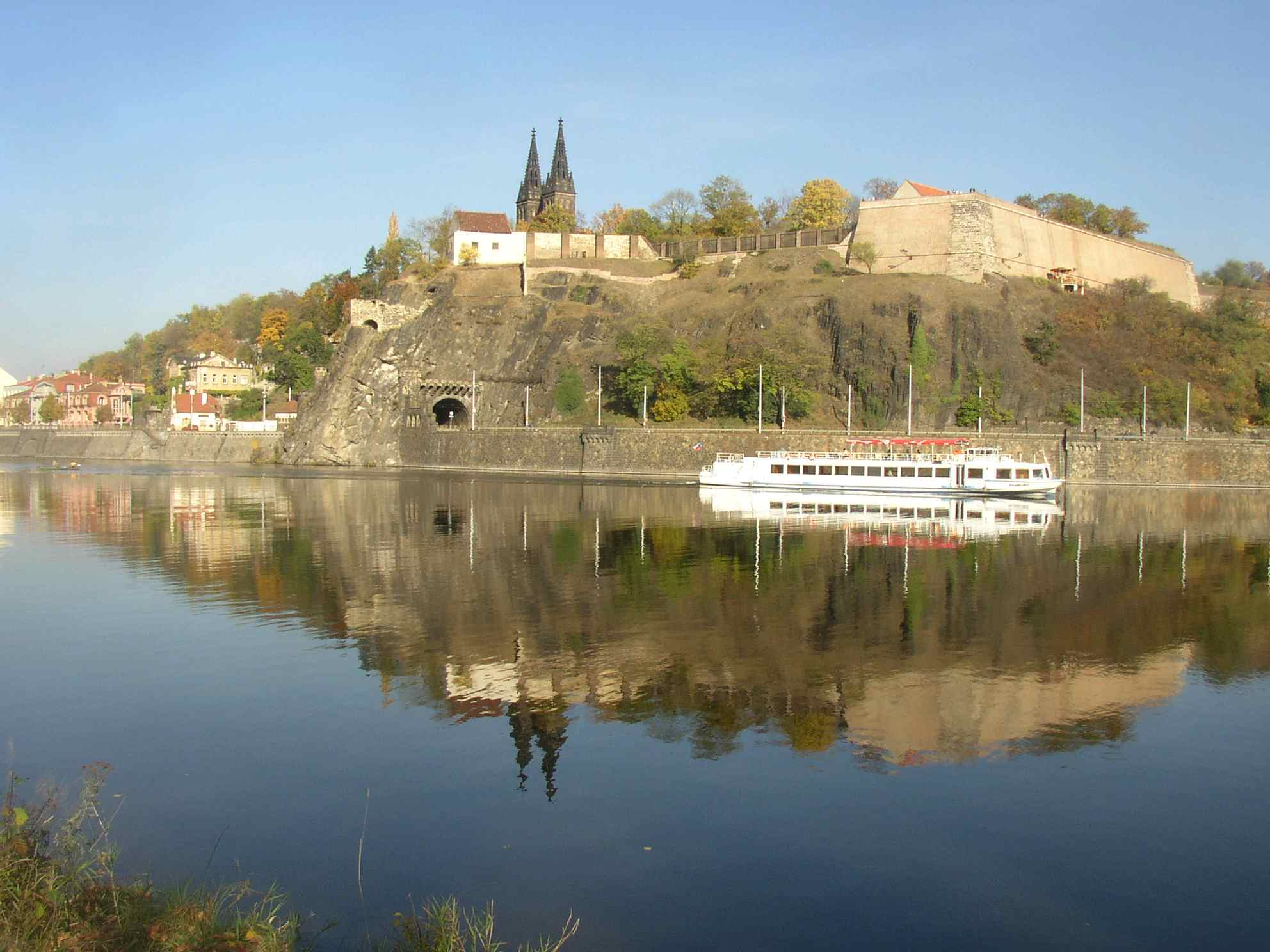
位於伏爾塔瓦河之上的高堡

第一章《高堡》，又名《巍峨的城邑》。于1874年九月末至1874年11月18日创作完成。并于1875年3月首演。这章描绘了布拉格的“高堡”景象，那里是早期捷克历史上的诸位君王加冕之处，也是长眠之地。在1874年的夏天里，斯美塔那逐渐开始丧失听力以至于彻底失聪。他在递交给捷克皇家剧院的总指挥 Antonín Čížek 的辞呈中谈及了这平缓而又急速夺走他听力的疾病。在1874年，他出现幻听并感受到严重耳鸣。自那之后，他无法辨别个体音符。十月初，他右耳彻底失聪，20日，左耳也丧失全部听力。即使是采用听取柔和的、完全孤立的音效的方法也没有治疗成功。伴随交响诗开始的是捷克传说中的吟游诗人 Lumír 的竖琴演奏而引导出“穿越城堡军火库”的氛围。这一段落的乐曲鲜明的表现出本章的主旋律，这在其他部分也还能够听到。一个四音符（B♭-E♭-D-B♭）代表了高堡本身，而斯美塔那在《伏尔塔瓦河》的结尾段以及《布拉尼克山》的最终章也反复用到了这段旋律。

在配乐中作为开场乐的是两把竖琴的琶音，缓板，降E大调，3/4拍。伴随其后的是一段由弦乐队负责的属音七和弦的五音推动主旋律出现将本乐章推动至高潮。下一小段中，斯美塔那试图用以快板（4/4拍）为基调的进行曲来描绘出高堡辉煌的景象。在一段听起来激昂凯旋的高潮中，乐曲却突然被打断，转向柔和。这象征着高堡的崩塌。第一段的竖琴演奏再次出现，使人们追忆高堡的美景。音乐逐渐结束，提示第二章《伏尔塔瓦河》即将出现。
1872至1874年的这段时间里完成的这一章是斯美塔那在他彻底失聪之前唯一完成品，而大多数演奏会持续十五分钟。

#### 伏尔塔瓦河

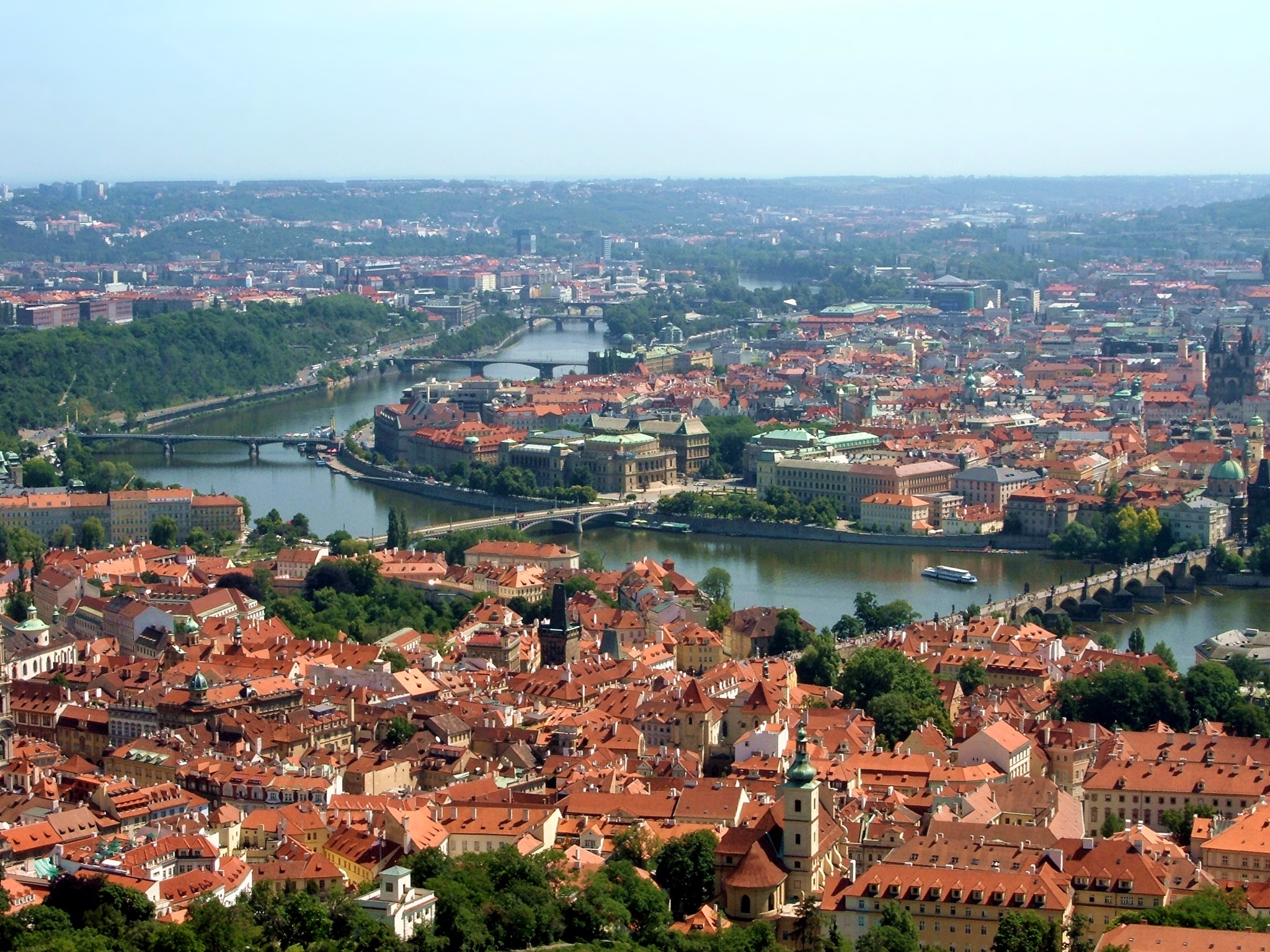
穿梭於布拉格市中的伏爾塔瓦河

第二章《伏尔塔瓦河》（捷克語：Vltava），又名《穆尔乌河》，于1874年11月20日至12月8日完成，1875年4月4日首演。长达12分钟，E小调，急促的快板，6/8拍。经常被单独录音或演奏，全曲共分八个段落，从穆尔岛河上游开始描绘到下游（括號內以德語註釋）：
1. 莫爾道河的兩道源頭（Die beiden Quellen der Moldau）
2. 狩獵（Waldjagd）
3. 農村婚禮（Bauernhochzeit）
4. 月光、水精靈之舞（Mondschein; Nymphenreigen）
5. 初速（Tempo Ⅰ），即莫爾道河主題
6. 聖約翰急流（St. Johann-Stromschnellen）
7. 寬廣的莫爾道河（Die Moldau in ihrer ganzen Breite）
8. 高堡主題（Vyšehrad-Motiv）

本章中，斯美塔那利用音画法来描绘这条起源自舒馬瓦山，流经波西米亚平原波西米亚最重要的河。用他的话说：
这一部分的创作描述了伏尔塔瓦河，两条主要源流（第一段e小调），其中之一温和而急促（以小提琴演奏），而另一条冷静平缓（以長笛演奏）。汇流后穿过森林（第二段C大调），看到巍峨的风景（以法国号演奏），在那儿正在举办一场一位农夫的婚礼（第三段G大调，中板），甚至连美人鱼都被月光诱出来载歌载舞。（第四段降A大调，以长笛与双簧管来演奏）。在陡峭山岩围绕的城堡废墟里，乐曲回到伏尔塔瓦河主题（第五段e小调，以小提琴与双簧管再现第一主题），之后河水流入湍急的圣约翰急流（第六段E大调，以弦乐群来表现），流入布拉格时，水流较缓、河面变宽（第七段E大调，第一章主旋律再次出现），旁过雄伟壮观的高堡（第八段E大调，以木管奏出第一章主旋律）。最后缓缓流进易北河。
从来没有一首曲子像这样细腻的描写一条河流，它让捷克人引以为傲的伏尔塔瓦河更富有灵性。这一章包含了斯美塔那最著名的一段旋律。它由意大利男高音 Giuseppe Cenci 的 La Mantovana 改编而来。

#### 沙尔卡
第三章《沙尔卡》（捷克語：Šárka），快板，a小调，2/2拍。于1875年2月20日完成。名字的由来来源于捷克古代传说中少女战争的核心人物——女战士沙尔卡。沙尔卡被自己爱人欺骗，决心组织娘子军来反抗男性政权(本章主题，以木管和小提琴演奏)。沙尔卡设下圈套，下令将自己绑在树上（以長笛演奏），等待骑士王塞提拉德来伐，好让他相信她只是个被迫领军反抗的女子，遂将其骗入山谷之中。当Ctirad解救了她后（以低音管与大提琴演奏）便彻底爱上了沙尔卡，带她回营。于是沙尔卡在庆功宴时在蜂蜜酒中下药，将Ctirad及他的部下全部迷倒（乐曲带有波西米亚民歌色彩，以铜管吹奏），并吹号指示自己的娘子军将骑士王的部队全数击杀（弦乐部队颤音演奏，法国号主导），全曲结束。

#### 波西米亚的森林与草原

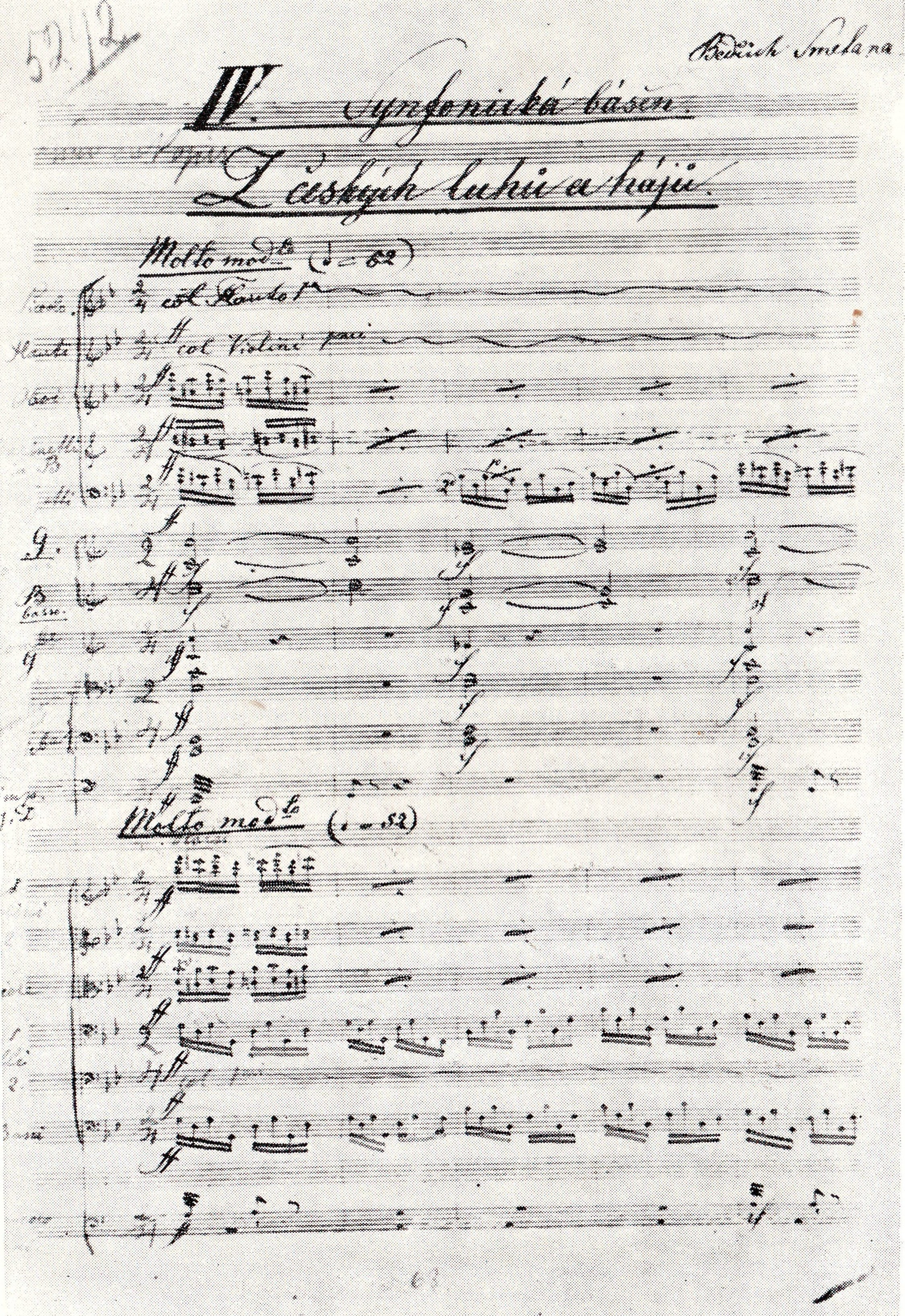
波西米亚的森林和草原手稿首页

第四章《波西米亚的森林与草原》（捷克語：Z českých luhů a hájů），中板、g小调、2/4拍。於1875年10月18日完成。首次公開演出是在同年的十月。本章並不如前章取材於歷史傳說，而是歌颂了波西米亚風土人情。共有草原、阳光、微风、丰收几个段落。

#### 塔波尔
第五章《塔波尔》（捷克語：Tábor），缓板、d小调、2/2拍。完成於1878年12月13日，1880年1月4日公開演出。這一章再一次牵涉近代捷克历史，十五世纪當地一位名叫扬·胡斯的宗教領袖引进宗教改革的的观念，因此使捷克民族意识覺醒。胡斯后来因为反对罗马教廷的主张而被捕，受到火刑。胡斯死后，信仰他教义的人就组成胡斯党，以南波西米亞的塔波尔为据点，同信奉天主教的神聖羅馬帝國打了一场胡斯戰爭。那场战争所流传下的赞美诗《上帝的战士》，成为歌剧莉布丝公主以及此曲的主题。

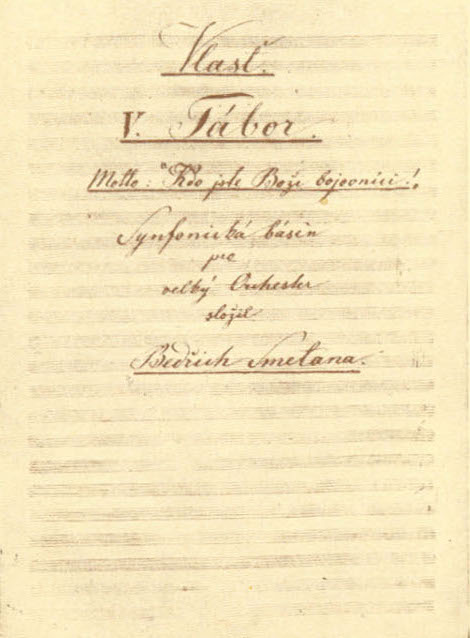
塔波尔一章的手稿封面

#### 布拉尼克山
第六章《布拉尼克山》（捷克語：Blaník），中庸的快板、d小调、3/2拍。於1879年3月9日完成，並於1880年1月4日首演。樂曲主題緊接着上一章《塔波尔》的結尾處，描繪了波西米亞又一個歷史傳說——当战争前期接連不斷的失利之后，一個由溫塞斯拉斯一世公爵率領的部队退入布拉尼克山中休養。而當波西米亞受到最嚴重的侵犯（也有指四波不同方向的軍隊襲來）之時，騎士部隊將會復出保衛自己的領土。第五章中“上帝的战士”主旋律再一次被引用，而原配詞“你們同他終將獲得勝利”暗示了最后胡斯派奋力作战取得胜利的結果。乐曲也在此达到高潮。本章同時穿插了第一章《高堡》與第二章《伏爾塔瓦河》的主旋律，就如同波西米亞地理中，這條河終流入布拉尼克山中一般。